# قائمة عناصر التراث الثقافي غير المادي في الكويت

عناصر التراث الثقافي غير المادي لمنظمة الأمم المتحدة للتربية والعلم والثقافة في الكويت (اليونسكو) هي التقاليد والممارسات غير المادية التي يمارسها شعب ما. كجزء من التراث الثقافي لأي بلد، تشمل هذه العناصر الاحتفالات والمهرجانات والعروض والتقاليد الشفهية والموسيقى وصناعة الحرف اليدوية. يُعرّف "التراث الثقافي غير المادي" بموجب اتفاقية صون التراث الثقافي غير المادي، التي صيغت عام 2003 ودخلت حيز التنفيذ عام 2006. تُحدد اللجنة الحكومية الدولية لصون التراث الثقافي غير المادي، وهي منظمة أُنشئت بموجب الاتفاقية، إدراج عناصر تراثية جديدة في قوائم اليونسكو للتراث الثقافي غير المادي.
وقعت الكويت على الاتفاقية في 9 أبريل 2015.

## التراث الثقافي غير المادي للبشرية
قائمة التمثيل
| اسم                                                | صورة | سنة  | لا.   | وصف |
| -------------------------------------------------- | ---- | ---- | ----- | --- |
| نسج السدو التقليدي                                 |      | 2020 | 01586 | السدو أو السدو ببساطة، هو شكل من أشكال التطريز بأشكال هندسية منسوجة يدوياً من قبل البدو.                                               |
| الخط العربي: المعرفة والمهارات والممارسات          |      | 2021 | 01718 | الممارسة الفنية لكتابة الحروف والكلمات العربية للتعبير عن النعمة والجمال.                                                             |
| نخيل التمر، المعرفة، المهارات، التقاليد والممارسات |      | 2022 | 01902 | تعتبر شجرة النخيل جزءاً من تاريخ البلدان حيث أنها مصدر للمزارعين والحرفيين وأصحاب الحرف اليدوية والتجار وأصحاب المصانع وشركات الأغذية. |
| الحناء، الطقوس، الممارسات الجمالية والاجتماعية     |      | 2024 | 02116 | ممارسة الوشم المؤقت ذات الدوافع الطبية والجمالية.                                                                                     |

ممارسات الحماية الجيدة
| اسم                                                 | سنة  | لا.   | وصف                                                                                     |
| --------------------------------------------------- | ---- | ----- | --------------------------------------------------------------------------------------- |
| برنامج السدو التعليمي: تدريب المدربين على فن النسيج | 2022 | 01905 | السدو أو السدو ببساطة، هو شكل من أشكال التطريز بأشكال هندسية منسوجة يدوياً من قبل البدو. |

## روابط خارجية
- التراث الثقافي غير المادي لليونسكو.
- التراث الثقافي غير المادي لليونسكو في الكويت.